# Porcellidium similis
Porcellidium similis is een eenoogkreeftjessoort uit de familie van de Porcellidiidae. De wetenschappelijke naam van de soort is voor het eerst geldig gepubliceerd in 1996 door Kim S.H. & W. Kim.